# Wisztyniecki Park Regionalny
Wisztyniecki Park Regionalny (lit. Vištyčio regioninis parkas) – park regionalny na Litwie, położony w zachodniej części litewskiej  Suwalszczyzny, nad Jeziorem Wisztynieckim. Utworzony został w 1992 r. i obejmuje powierzchnię 10 428 ha. Założony w 1992 roku.